# Okenia elegans
Okenia elegans är en snäckart som först beskrevs av Leuckart 1828.  Okenia elegans ingår i släktet Okenia och familjen Goniodorididae. Arten är reproducerande i Sverige. Inga underarter finns listade i Catalogue of Life.